# 蓬泰代拉
蓬泰代拉（義大利語：Pontedera，發音：[ponteˈdɛːra]）是位于意大利托斯卡纳的一个工业城镇。位于阿尔诺河（Arno River）与埃拉河（Era River）交汇处的阿尔诺河谷（Arno valley）。它是比雅久公司将总部设在此。同时它也是始建于1903年的一家名为卡斯泰拉尼（Castellani Spa）的葡萄酒厂的总部所在地。